# Adriaen van der Werff

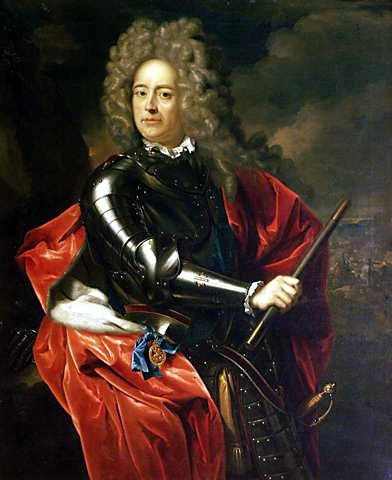
Portret van John Churchill, de hertog van Marlborough, gemaakt in december 1704 te Rotterdam. (Uffizi)

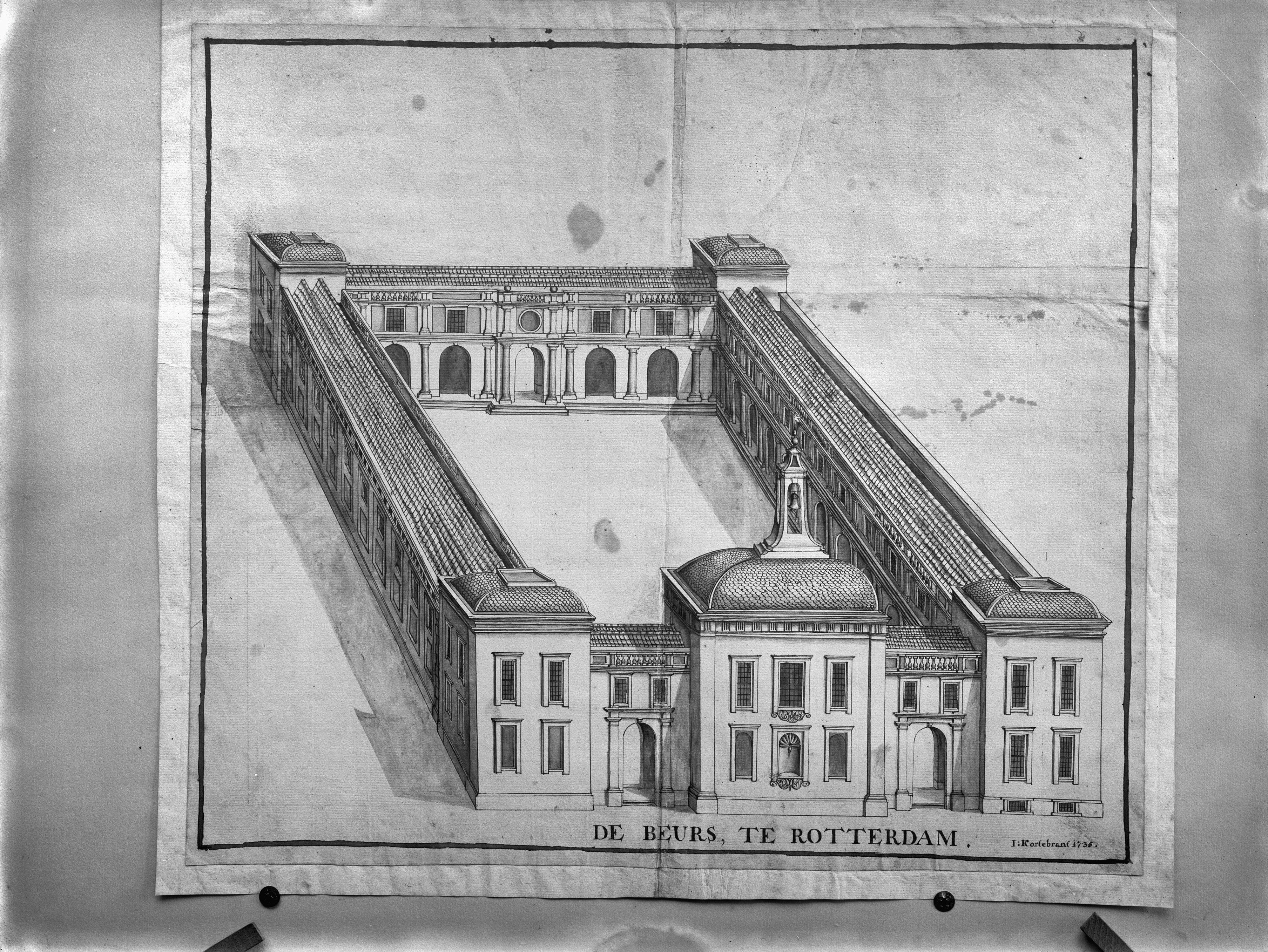
Tekening van het beursgebouw, zoals ontworpen door Van der Werff

Adriaen van der Werff (Kralinger Ambacht, 21 januari 1659 - Rotterdam, 12 november 1722) was een classicistisch kunstschilder en architect. Rond 1700 was hij de belangrijkste Nederlandse schilder. Van 1697 tot 1716 was hij de hofschilder van keurvorst Johann Wilhelm von der Pfalz. Zijn favoriete onderwerp was Bijbelse en mythologische erotiek. De schilder Pieter van der Werff was zijn jongste broer, die hem ettelijke malen assisteerde bij belangrijke opdrachten.

## Biografie
Adriaen van der Werff was de zoon van een molenaar in goeden doen. De familie was remonstrants en zijn moeder wilde dat hij dominee werd, maar hij wilde een opleiding als schilder. Hij vertrok naar Eglon Hendrick van der Neer in Rotterdam toen hij twaalf was en specialiseerde zich in het schilderen van kleding en stoffen. In 1676 vestigde hij zich zelfstandig. In 1687 trouwde hij Margaretha Rees, een wees uit Dordrecht. In 1691 werd hij hoofdman van het Sint-Lucasgilde. In 1692 kocht hij een huis aan de Delftse vaart. In 1696 kreeg hij bezoek van de keurvorst Johann Wilhelm von der Pfalz. Deze had bij een kunsthandel in Amsterdam een schilderij van zijn hand gekocht en was zo onder de indruk van dit werk dat hij de maker ervan wilde ontmoeten. De keurvorst gaf Van der Werff opdracht zijn portret te schilderen en een Salomonsoordeel, beide bestemd voor zijn schoonvader Cosimo III de' Medici.
De keurvorst had een grote voorkeur voor Hollandse schilders en op 15 juni 1697 werd Van der Werff tot hofschilder benoemd voor zes maanden per jaar, maar hij mocht in Rotterdam blijven wonen. Hij reisde minstens zeven keer naar Düsseldorf, twee keer in gezelschap van de Rotterdamse VOC-bewindhebber Nicolaas Flinck, de zoon van kunstschilder Govert Flinck, bovendien de voormalige voogd van zijn echtgenote. In 1703 werd Van der Werff door de keurvorst in de adelstand verheven en kreeg de titel van ridder; hij nam daarmee de plaats in van zijn voormalige en inmiddels overleden leermeester Eglon van der Neer. Van der Werff schilderde vanaf dat moment negen maanden per jaar voor een jaarlijks honorarium van 6.000 gulden en kreeg daarnaast voor ieder afgeleverd schilderij extra betaald. In december 1704 schilderde hij John Churchill, de hertog van Marlborough; in 1705 Gian Gastone de' Medici, de laatste groothertog van Toscane.
Johan Willem van de Palts bezat 34 schilderijen van Van der Werff. Deze hingen in een speciaal daarvoor bestemde zaal en naast die van Rembrandt. Van der Werff genoot in die jaren grote bekendheid en ging door als de beste Nederlandse schilder uit de Republiek der Zeven Verenigde Nederlanden. In 1709 kreeg hij bezoek van Anton Ulrich van Brunswijk-Wolfenbüttel en een jaar later van koning August II van Polen, die met lege handen terugging, omdat alle schilderijen voor de keurvorst van de Palts bestemd waren. Na de dood van Johan Willem ontsloeg zijn opvolger Carl Philipp in 1716 alle kunstenaars: de schatkist was leeg. In 1717 trouwde Van der Werffs enig kind en dochter met Adriaan Brouwer, die secretaris werd van de schilder. Van der Werff en zijn schoonzoon probeerden nog achterstallig honorarium te verkrijgen voor een onvoltooid portret. Hij kreeg uiteindelijk bezoek van de directeur van de collectie Jan Frans Douven, die het werk meenam naar Düsseldorf.
Bij zijn begrafenis op 17 november 1722 beierden de klokken van de Rotterdamse Laurenskerk vier uur lang.

## Werken
Van der Werff heeft honderd Bijbelse en mythologische voorstellingen geschilderd en daarnaast ook veel genrestukken.
De stijl van Van der Werff is streng en nobel. Koning Frederik de Grote kocht twintig schilderijen van de hand van Van der Werff. Ook koning Lodewijk XVI bezat er zes. De Amsterdamse bankier Adriaan van der Hoop betaalde in 1847 2.500 gulden voor een schilderij van Van der Werff. Dat was nauwelijks meer dan tijdens zijn leven voor zijn werk moest worden betaald. Aan het einde van de negentiende eeuw werden zijn schilderijen niet langer gewaardeerd en verdwenen ze naar de kelders van de musea. De Franse impressionisten namen zijn plaats in.
Ook als bouwmeester was Van der Werff actief. Hij ontwierp particuliere herenhuizen en buitenplaatsen en was de opvolger van Sander de Bruyn als stadsbouwmeester van Rotterdam.
Van zijn hand waren de herenhuizen uit 1712 aan de zuidzijde van het Haringvliet nr. 34 en 46. Ook verbouwde hij in 1721 het huis van De Jonge van Ellemeet aan de Boompjes (het latere hoofdkantoor van de Rotterdamsche Bankvereeniging, en ontwierp hij de koopmansbeurs uit 1736 die tot mei 1940 aan de Blaak in Rotterdam heeft gestaan.

## Musea
Zijn werk is te zien in het:
- Rijksmuseum in Amsterdam
- Alte Pinakothek in München en in Schleißheim
- Uffizi in Florence
- Museum Boijmans Van Beuningen en het Historisch Museum Rotterdam

Het plafond van zijn tuinhuis, door hemzelf beschilderd, is sinds 1749 te bewonderen in het Staatliche Museen in Kassel. In het Neue Schloss in Bayreuth zijn diverse werken tentoongesteld.